# Pinner (métro de Londres)
Pinner est une station de la Metropolitan line, du métro de Londres, en zone 5. Elle est située à Pinner dans le Borough londonien de Harrow.

## Histoire
La station Pinner est mise en service, par le Metropolitan Railway, le 25 mai 1885, lors de l'ouverture à l'exploitation de la section de ligne de Northwood Hills à Pinner. La section suivante de Pinner à Rickmansworth est ouverte le 1er septembre 1887.

## À proximité
- Pinner